# Església del Redemptor (Venècia)
L'Església del Redemptor de Venècia (en italià Chiesa del Santissimo Redentore) és un edifici religiós d'Andrea Palladio del segle xvi que es troba a l'illa de Giudecca, a Venècia, Itàlia.

## Història
El 1576 s'acabà la pesta a Venècia, on morí més d'un terç de la població. En agraïment a Déu pel final d'aquell gran mal, s'encarregà el projecte a Andrea Palladio, conegut a la ciutat per les esplèndides mansions que realitzà a l'interior per a famílies benestants. Les obres s'iniciaren el 1577 i acabaren en 1592.
Avui dia aquesta església és l'escenari de la gran Festa del Redemptor, que se celebra el tercer diumenge de juliol en memòria del perill passat.

## Estructura

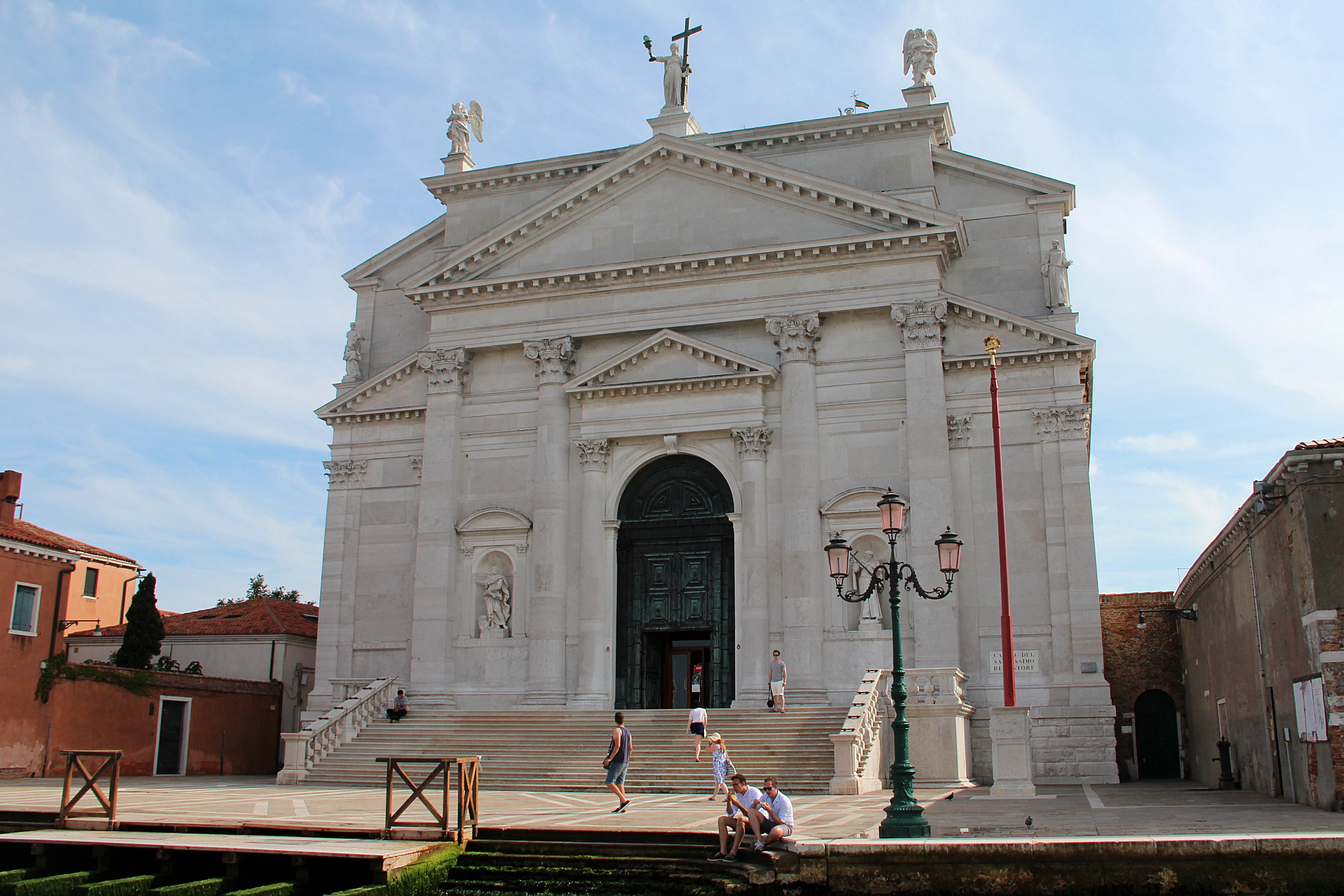
La façana de l'església

L'edifici té una planta rectangular, amb un simple transsepte constituït en tres absis que comuniquen amb la gran cúpula central. De la intersecció d'aquests absis surten dos subtils campanars cilíndrics, amb sostre en forma de con, semblants a minarets.
La façana de marbre blanc és un dels exemples més impressionants d'inspiració neoclàssica que tanta fama donaren a Palladio: quatre timpans triangulars i un de rectangular es creuen entre si, en una contraposició de superfícies llises, de lesenes i de muntants amb estàtues, ostentant estabilitat i rigor clàssic.
L'interior es compon d'una nau única, amb imponents i decorades capelles laterals. Gran importància té la llum, com a totes les obres pal·ladianes, protagonista vertadera de l'interior, que ressalta volums i decoració.